# 毛萼香茶菜
毛萼香茶菜（学名：Isodon eriocalyx），为唇形科香茶菜属下的一个种。也称沙虫药、火地花、四棱蒿、荷麻根、虎尾草、黑头草、疏花毛萼香茶菜。